# Akinori Nakayama
Akinori Nakayama (em japonês: 中山 彰規 Nakayama Akinori), (Nagoya, 1 de março de 1943 – 9 de março de 2025) foi um ginasta japonês que competiu em provas de ginástica artística.
Akinori fez parte da equipe japonesa que competiu nos Jogos Olímpicos de Cidade do México, em 1968; e nos Jogos Olímpicos de Munique, em 1972. Dentre suas dez medalhas olímpicas conquistadas, seis são de ouro. Em 2005, o ginasta fora inserido no International Gymnastics Hall of Fame, junto ao soviético Valeri Liukin.

## Carreira
Nakayama estreou em competições aos vinte anos, disputando a NHK Cup. Nela, foi apenas sétimo colocado na disputa do concurso geral. Em 1964, no desafio Hungria vs Japão, foi medalhista de ouro por equipes, e quarto ranqueado na disputa geral. No ano posterior, competiu no Nacional Japonês, sendo medalhista de prata na prova geral. Na Universíada de Budapeste, foi medalhista de ouro em todos os eventos que participou, tornando-se o maior medalhista de evento. Em 1966, disputou o Mundial de Dortmund. Nele, conquistou a medalha de ouro na prova coletiva, superando a equipe soviética e alemã, prata e bronze, respectivamente. Na disputa do solo e da barra fixa, foi novamente medalhista de ouro, superando seu compatriota Yukio Endo, em ambos os eventos. Nas argolas, foi prata, superado pelo soviético Mikhail Voronin; no geral e no salto, terminou com a medalha de bronze.
Em 1967, na disputa do Pré-Olímpico, foi segundo colocado na disputa geral. Na disputa dos Jogos Universitários de Tóquio, fora campeã na prova do concurso geral. No ano posterior, em sua primeira aparição olímpica, nos Jogos Olímpicos de Cidade do México, ao lado de Sawao Kato, Eizo Kenmotsu, Takeshi Kato e Mitsuo Tsukahara, superou a equipe soviética e alemã, prata e bronze, respectivamente, e terminou com a medalha de ouro. Classificado para seis finais individuais, Akinori saiu vitorioso em três: barras paralelas, argolas e barra fixa,- empatado com o soviético Mikhail Voronin. No solo, foi medalhista de prata, superado pelo compatriota Kato; na final geral, terminou com a medalha de bronze e no salto só foi quinto colocado. Dois anos depois, competiu na Copa Chunichi, conquistando a medalha de ouro na disputa geral individual. No compromisso seguinte, deu-se o Mundial de Liubliana. Nele, foi novamente medalhista de ouro por equipes; nas provas de solo, barras paralelas e argolas, também foi primeiro colocado; na barra fixa foi prata, superado pelo compatriota Kenmotsu e no geral, terminou com o bronze.
Em 1971, competiu na Copa Chunichi, sendo medalhista de ouro na prova geral. No ano posterior, em sua segunda aparição olímpica, nos Jogos Olímpicos de Munique, Akinori foi novamente campeão na prova coletiva. Individualmente, conquistou o ouro nas argolas, a prata no solo e a medalha de bronze no concurso geral. Após a realização do evento, Nakayama anunciou oficialmente sua aposentadoria do desporto. Exerceu o cargo de vice-presidente da Associação Japonesa de Ginástica.
Nakayama morreu de câncer de estômago em 9 de março de 2025, aos 82 anos.

## Principais resultados
| Ano  | Evento                                    | AA                | Equipe          | Solo.            | Cavalo com alças. | Argolas.         | Salto sobre o cavalo. | Barras paralelas. | Barra fixa.      |
| ---- | ----------------------------------------- | ----------------- | --------------- | ---------------- | ----------------- | ---------------- | --------------------- | ----------------- | ---------------- |
| 1963 | NHK Cup                                   | 7º                |                 |                  |                   |                  |                       |                   |                  |
| 1964 | Hungria vs Japão                          | 4º                | Medalha de ouro |                  |                   |                  |                       |                   |                  |
| 1965 | Campeonato Nacional Japonês               | Medalha de prata  |                 |                  |                   |                  |                       |                   |                  |
| 1965 | Universíada de Verão                      | Medalha de ouro   |                 | Medalha de ouro  |                   | Medalha de ouro  | Medalha de ouro       | Medalha de ouro   | Medalha de ouro  |
| 1966 | Campeonato Mundial de Ginástica Artística | Medalha de bronze | Medalha de ouro | Medalha de ouro  |                   | Medalha de prata | Medalha de bronze     |                   | Medalha de ouro  |
| 1967 | Pré-Olímpico                              | Medalha de prata  |                 |                  |                   |                  |                       |                   |                  |
| 1967 | Universíada de Verão                      | Medalha de ouro   |                 |                  |                   |                  |                       |                   |                  |
| 1968 | Jogos Olímpicos                           | Medalha de bronze | Medalha de ouro | Medalha de prata |                   | Medalha de ouro  | 5º                    | Medalha de ouro   | Medalha de ouro  |
| 1970 | Copa Chunichi                             | Medalha de ouro   |                 |                  |                   |                  |                       |                   |                  |
| 1970 | Campeonato Mundial de Ginástica Artística | Medalha de bronze | Medalha de ouro | Medalha de ouro  |                   | Medalha de ouro  | 6º                    | Medalha de ouro   | Medalha de prata |
| 1971 | Copa Chunichi                             | Medalha de ouro   |                 |                  |                   |                  |                       |                   |                  |
| 1972 | Jogos Olímpicos                           | Medalha de bronze | Medalha de ouro | Medalha de prata |                   | Medalha de ouro  |                       | 5º                | 5º               |